# Berezivka
Berezivka (en ukrainien : Березівка) est une petite ville de l'oblast d'Odessa, en Ukraine, et le centre administratif du raïon de Berezivka. Sa population s'élevait à 9 428 habitants en 2022.

## Géographie
Berezivka est arrosée par le Tylihoul, un fleuve côtier, et se trouve à 82 km au nord-nord-est d'Odessa et à 363 km au sud de Kiev.

## Histoire
La fondation de Berezivka remonte à 1802. Elle a le statut de ville depuis 1962.

## Population
Recensements (*) ou estimations de la population :
| 1923* | 1926* | 1939* | 1959*  | 1970*  | 1979*  | 1989*  |
| ----- | ----- | ----- | ------ | ------ | ------ | ------ |
| 6 328 | 7 574 | 8 611 | 10 673 | 10 258 | 12 433 | 14 987 |

| 2001* | 2012  | 2013  | 2014  | 2015  | 2016  | 2017  |
| ----- | ----- | ----- | ----- | ----- | ----- | ----- |
| 9 481 | 9 753 | 9 760 | 9 778 | 9 815 | 9 891 | 9 845 |

| 2018  | 2019  | 2020  | 2021  | 2022  | - | - |
| ----- | ----- | ----- | ----- | ----- | - | - |
| 9 712 | 9 644 | 9 581 | 9 527 | 9 428 | - | - |